# Jamphel Gyatso
Jamphel Gyatso foi o 8º Dalai-lama do Tibete. Viveu entre 1758 e 1804.
Nascido em 1758 em Lhari Gang (Tob-rgyal Lha-ri Gang) na região de Ü-Tsang Superior, sudoeste do Tibete, seu pai, Sonam Dhargye, e sua mãe, Phuntsok Wangmo, eram originalmente de Kham.
Eles eram distantes descendentes de Dhrala Tsegyal, que foi um dos principais heróis da Épico do Rei Gesar. 

## História tradicional
Ele foi escoltado para Lhasa e coroado como líder do povo tibetano no Palácio de Potala no sétimo mês do Ano do Cavalo de Água (1762), quando ele tinha cinco anos (quatro pela contagem ocidental). A cerimônia de coroação foi presidida por Demo Tulku Jamphel Yeshi, o primeiro de uma série de Regentes a representar os Dalai Lamas quando eles eram menores. A cerimônia foi realizada no 'Templo da Mente Além do Segundo Potala'.
Ele era discípulo de Yongtsin Yeshe Gyaltsen, o Kushok Bakula Rinpoche.

O país continuou sendo governado por regentes até o Ano do Dragão de Madeira (1784), quando o Regente foi enviado como embaixador para a China e o Dalai Lama governou sozinho até 1790, quando o Regente retornou para ajudar Jamphel Gyatso. Em 1788 houve um conflito com comerciantes de lã do Nepal, levando a um confronto com os Gurkhas. Em 1790, os Gurkhas invadiram o sul do Tibete e conquistaram várias províncias, incluindo Nya-nang e Kyi-drong. A cidade de Shigatse e o Mosteiro de Tashilhunpo foram capturados e saqueados, mas os Gurkhas foram expulsos de volta para o Nepal em 1791, após a dinastia Qing enviar tropas para o Tibete. Um tratado de paz entre a dinastia Qing e os Gurkhas foi acordado em 1796.
1. ↑  Khetsun, Sangpo Rinpoche (1982). "Life and times of the Eighth to Twelfth Dalai Lamas.". [S.l.]: The Tibet Journal. Vol. VII. p. 47
2. ↑  Tsering Shakspo, Nawang. «The Role of Incarnate Lamas in Buddhist Tradition: A Brief Survey of Bakula Rinpoche's Previous Incarnations». Vol. 24, No. 3 (Autumn 1999). The Tibet Journal: 38-47